# Alison Julia Forest
Alison Julia Forest (Bologna, 1º maggio 1987) è un'attrice, scenografa e produttrice cinematografica italiana.

## Biografia
Nata da madre italiana e dal musicista statunitense Andy J. Forest, esordisce nel mondo del cinema nel film di Sandro Baldoni Strane storie, ritornando sul grande schermo nel 2004 nel film Lavorare con lentezza, nel ruolo di Claudia. Nel 2005 è la protagonista del video del singolo La guerra è finita dei Baustelle, mentre l'anno successivo prende parte al video Lampo di vita di Luca Carboni.
 Contemporaneamente gli studi di scenografia all'Accademia di belle arti di Bologna, è la scenografa del video Ragazzi Fuori pt.2 di Rischio in collaborazione con Kadim..

Nel 2013 è produttrice del corto musicale The Flight of the Bumblebee e della commedia Annunciation, nonché regista del video Franklin Avenue, singolo tratto dell'album Other Rooms, del padre Andy J. Forest.